# Ceratospermopsis cupaniae
Ceratospermopsis cupaniae är en svampart som beskrevs av Bat. 1951. Ceratospermopsis cupaniae ingår i släktet Ceratospermopsis och familjen Meliolaceae.   Inga underarter finns listade i Catalogue of Life.